# Theridion utcuyacu
Theridion utcuyacu là một loài nhện trong họ Theridiidae.
Loài này thuộc chi Theridion. Theridion utcuyacu được Herbert Walter Levi miêu tả năm 1963.